# Jake Doyle-Hayes
Jake Billy Doyle-Hayes (* 30. Dezember 1998 in Ballyjamesduff) ist ein irischer Fußballspieler. Der ehemalige irische Juniorennationalspieler stand zuletzt bei Hibernian Edinburgh in der Scottish Premiership unter Vertrag.

## Karriere

### Verein
Doyle-Hayes begann seine Karriere in Irland beim lokalen Verein Cavan-Monaghan, als einige Talentsichter auf ihn aufmerksam wurden. Es gab Interesse von Manchester United und dem FC Chelsea, aber er entschied sich schließlich für Aston Villa, bei dem der ehemalige Kapitän der irischen Nationalmannschaft Roy Keane der Assistenztrainer war. Doyle-Hayes debütierte am 22. August 2017 für Aston Villa im Ligapokal, als er in der Startelf für das Spiel gegen Wigan Athletic stand. Nach einem weiteren Spiel im gleichen Wettbewerb gegen Middlesbrough im September 2017 vereinbarte Doyle-Hayes einen neuen Dreijahresvertrag mit dem Verein. Bis Januar 2019 kam jedoch in der folge nur ein weiteres Spiel im Ligapokal gegen Yeovil Town hinzu, woraufhin der Mittelfeldspieler verliehen wurde. Die Rückrunde der Spielzeit 2018/19 verbrachte er beim englischen Viertligisten Cambridge United, für den er aufgrund von kleineren Verletzungen nur sechs Ligaspiele bestritt. Ab August 2019 wechselte Doyle-Hayes auf Leihbasis zu Cheltenham Town. Während der Leihe erzielte Doyle-Hayes am 17. September 2019 beim 3:2-Sieg über Bradford City sein erstes Tor als Profi. Beim Viertligisten war er in der Saison 2019/20 Stammspieler und verhalf ihm zum Erreichen der Play-off-Spiele um den Aufstieg. In diesem unterlag das Team allerdings gegen Northampton Town das als vorherigen Tabellensiebter der Aufstieg in die dritte Liga gelang. Nach der Leihe kehrte er nicht zurück zu Aston Villa. Bis November 2020 blieb Doyle-Hayes vereinslos, bevor er beim schottischen Erstligisten FC St. Mirren einen Vertrag bis zum Saisonende unterschrieb. Nachdem der Vertrag ausgelaufen war, unterschrieb Doyle-Hayes im Juni 2021 einen Zweijahresvertrag beim Ligakonkurrenten Hibernian Edinburgh.

### Nationalmannschaft
Doyle-Hayes spielte zwischen den Jahren 2014 und 2018 in verschiedenen Juniorennationalmannschaften des irischen Verbandes. Er debütierte dabei im September 2014 in der U17 gegen Gibraltar. Beim 5:0-Sieg steuerte er zwei Torvorlagen bei. Nach drei weiteren Einsätzen in dieser Altersklasse, spielte er 2016 zweimal in der U18. Noch im selben Jahr gab Doyle-Hayes sein Debüt in der U19-Nationalmannschaft gegen Österreich. Im Jahr 2018 kam er zu seinem einzigen Länderspiel in der U21 gegen Island.